# Лесли Дейвис Гучионе
Лесли Дейвис Гучионе (на английски: Leslie Davis Guccione) е американска писателка на бестселъри в жанра любовен роман и литература за юноши. Писала е под псевдонимите Лесли Дейвис (на английски: Leslie Davis) за ранните си романи и Кейт Честър (на английски: Kate Chester) за серия трилъри.

## Биография и творчество
Лесли Дейвис Гучионе е родена на 14 декември 1947 г. в Уилмингтън, Делауеър, САЩ, в семейството на инженера-химик Едуард Стоуман II и домакинята Уинифред Дейвис. Учи в училището „Приятели“ в Уилмингтън, основано през 1748 г. от квакерите.
В периода 1963-1965 г. учи изкуство с Каролин Уает. През 1968 г. посещава Института по европейски изследвания, а през 1969 г. завършва с бакалавърска степен колежа „Куинс“ на Нюйоркския университет.
На 3 май 1975 г. се омъжва за Джоузеф Р. Гучионе, счетоводител. Двамата имат три деца – Кристофър Гучионе (доведен син), Ейми Менденхол, Тейлър Нойс.
Преди да започне писателската си кариера работи на различни длъжности в областта на рекламата, като служител по връзки с обществеността и фондонабиране. В периода 1985-1986 г. е партньор във фирма за антики в Дъксбъри.
Лесли Гучионе започва да пише в началото на 80-те години. Първият ѝ романс „Touch of Scandal“ от съвместната поредица „Кадифената ръкавица“ излиза през април 1985 г. под моминското ѝ име Лесли Дейвис. Участва и с 3 романа в юношеската серия „Мажоретките“. Следващите публикации са под различни комбинации на името ѝ.
През 1986 г. започва да публикува и популярната си серия „Бренигън“. Постепенно произведенията ѝ влизат в списъците на бестселърите и имат много положителни отзиви.
В периода 1996-1997 г. издава под псевдонима Кейт Честър пет трилъра от поредицата „Не слушай дявола“, в която главен герой е глухата тийнейджърка и детектив аматьор Сара Хауъл.
През 2000 г. Лесли Гучионе прекъсва писателската си кариера и започва да пише статии за писателския занаят и да работи като редактор. Участва като ментор и преподавател по програмата „MFA“ на университета „Ситън Хил“ по писане на популярна литература.
Произведенията на писателката са преведени на 8 езика по света. Била е номинирана и е била съдия за наградите „РИТА“. Член е на Асоциацията на писателите на романси на Америка (RWA) и на Обществото за детска литература и илюстрации (SCBWI).
Лесли Дейвис Гучионе живее със съпруга си в Дъксбъри, Масачузетс.

## Произведения

### Като Лесли Дейвис

#### Участие в общи серии с други писатели

##### Серия „Кадифената ръкавица“ (Velvet Glove)
16. Touch of Scandal (1985)
19. Splintered Moon (1985)
от серията има още 21 романа от различни автори

##### Серия „Лунен камък“ (Moonstone)
5. Something Out There (1985)
от серията има още 5 романа от различни автори

##### Серия „Мажоретките“ (Cheerleaders)
35. Moving Up Cheerleaders (1987)
39. All Or Nothing (1988)
44. Pretending (1988)
от серията има още 44 романа от различни автори

### Като Лесли Дейвис Гучионе

#### Самостоятелни романи
- Before the Wind (1986)
- Nobody Listens to Me (1991)
- A Gallant Gentleman (1991)
- Tell Me How the Wind Sounds (1992)
- Rough and Ready (1992)
- A Rock and a Hard Place (1992)
- Derek (1993)
- Major Distractions (1994)
- Come Morning (1995)
- Borrowed Baby (1999)
- The Chick Palace (2011)

#### Серия „Бренигън“ (Branigans)
1. Bittersweet Harvest (1986)
2. Still Waters (1987)
3. Something in Common (1987)
4. Омагьосай утрото, Branigan's Touch (1989)
5. Private Practice (1990)
6. Branigan's Break (1994)

#### Документалистика
- „Where Do I Go from Here? Being Orphaned“ в Many Genres, One Craft (2011) – есе

### Като Кейт Честър

#### Участие в общи серии с други писатели

##### Серия „Не слушай дявола“ (Hear No Evil)
1. Death in the Afternoon (1996)
2. Missing! (1996)
3. A Time of Fear (1996)
4. Dead and Buried (1996)
6. Food and Cooking (1997)
от серията има още 1 роман от друг автор